# Kazanka (Kírov)
|  | Per a altres significats, vegeu «Kazanka». |

Kazanka (en rus: Казанка) és un poble (un possiólok) de l'óblast de Kírov, a Rússia, segons el cens del 2010 tenia 111. Pertany al districte (raion) de Viàtskie Poliani.